# ذخیره‌گاه فائا براوا
ذخیره‌گاه فائا براوا (به پرتغالی: Reserva da Faia Brava) یک منطقهٔ مسکونی در پرتغال است که در منطقه گاردا واقع شده‌است.